# XAI (歌手)
XAI（サイ、1997年11月17日 - ）は、日本の女性歌手。東京都出身。東宝芸能所属。日本大学芸術学部卒業。

## 概要
2016年に第8回東宝シンデレラオーディションで、初代アーティスト賞を受賞。
2017年11月15日に『WHITE OUT』でメジャーデビュー。同曲のMVはYouTubeにおいて100万再生を超えている。
2018年5月9日に『THE SKY FALLS』、11月7日に『live and die』をリリース。
上記の三曲は、それぞれアニメーション映画「GODZILLA」シリーズ（全三部作）のエンディングテーマ曲となっている。
『THE SKY FALLS』のカップリング曲である『Let me free』や、『live and die』では作詞も行っている。
その他にも『アニマエール!』第1話の挿入歌である『LOVE & JOY』の英詞カバー音源が発売されている。
2019年9月6日公開の映画『スタートアップ･ガールズ』においては、挿入歌『スリープ（Covered by XAI）』を歌う。同曲のオリジナルの『スリープ』は、アジアンカンフージェネレーションのオリジナル曲であり、そちらが同映画のエンディングテーマとなっている。
2022年2月より配信開始したスマートフォンゲーム『ヘブンバーンズレッド』においては、主人公・茅森月歌の歌唱ボイス、劇中曲を担当する。
2023年7月26日には、東京・Shibuya WWWにて、1stワンマンライブ『TO THE MOTHERSHIP.』を開催。バックバンドのメンバーとして、GLIM SPANKYの亀本寛貴（ギター）、DATSの早川知輝（ベース）、大井一彌（ドラムス）が参加した。

## 人物
「歌っていないと死んでしまう」「私にとって歌は酸素と同じ」と語るほど、歌うことが好き。音楽好きな両親の元に生まれたため、幼少期から様々な音楽を聴いていた。
音フェチであることを公言しており、その中でも最も好きな音について、「ある朝食の際、友人の兄が箸をおいたときの音」と答えている。
Instagramでは、「XAIの音集め」という投稿を過去にしていた。
好きな漫画は『ハイキュー!!』『ダンス・ダンス・ダンスール』『ランウェイで笑って』。
好きなアニメは『マクロスF』。オーディションでは『ノーザンクロス』を歌ったほど。ランカとシェリルでは、シェリル派。

## ディスコグラフィ

### CDシングル
|                | 発売日         | タイトル      | 規格品番   | 規格品番   |
| アーティスト盤 | 発売日         | タイトル      | アニメ盤   |            |
| -------------- | -------------- | ------------- | ---------- | ---------- |
| 1st            | 2017年11月15日 | WHITE OUT     | THCA-60174 | THCS-60172 |
| 2nd            | 2018年5月9日   | THE SKY FALLS | THCS-60213 | THCS-60212 |
| 3rd            | 2018年11月7日  | live and die  | THCS-60229 | THCS-60228 |

### 配信楽曲
| 配信日        | 楽曲                      | 備考                                                                                     |
| ------------- | ------------------------- | ---------------------------------------------------------------------------------------- |
| 2018年10月8日 | LOVE & JOY                | 木村由姫の楽曲の英詞カバー。テレビアニメ『アニマエール!』第1話挿入歌。                   |
| 2020年4月24日 | Sleep(Covered by XAI)     | アジアンカンフージェネレーションの楽曲のカバー。映画『スタートアップ・ガールズ』挿入歌。 |
| 2021年2月02日 | iDoM -Full ver.-(ft. XAI) | am8による楽曲。下記「iDoM trailer version(ft. XAI)」のフル音源。                         |
| 2021年2月12日 | Way Too Deep              |                                                                                          |
| 2023年12月4日 | 明日を訪ねて              | テレビアニメ『薬屋のひとりごと』第9話挿入歌                                              |
| 配信日時不明  | Waves                     | 本人のYouTubeにて「Waves~acoustic version~」が公開。                                     |
| 配信日時不明  | ジンクス                  | 2023年6月現在、ライブのみの歌唱。                                                        |

### She is Legend楽曲
スマートフォンゲーム『ヘブンバーンズレッド』の劇中バンドShe is Legendが歌う挿入歌。
| 発売日         | 楽曲                                              |
| -------------- | ------------------------------------------------- |
| 2022年6月30日  | Burn My Soul                                      |
| 2022年7月14日  | Dance! Dance! Dance!                              |
| 2022年8月4日   | ありふれたBattle Song～いつも戦闘は面倒だ～       |
| 2022年8月18日  | Pain in Rain                                      |
| 2022年9月1日   | オーバーキル                                      |
| 2022年9月8日   | War Alive～時にはやぶれかぶれに～                 |
| 2022年9月15日  | Goodbye Innocence                                 |
| 2022年9月29日  | Before I Rise（Acoustic Ver）                     |
| 2022年10月20日 | 贅沢な感情                                        |
| 2022年10月27日 | 終末のヒーロー                                    |
| 2022年11月3日  | Judgement Day                                     |
| 2022年11月17日 | 過眠症                                            |
| 2022年12月8日  | Muramasa Blade!                                   |
| 2022年12月14日 | Job for a Rockstar（CDアルバム）                  |
| 2023年1月6日   | Arch of Light                                     |
| 2023年2月23日  | Crow Song(SiL ver.)                               |
| 2023年3月10日  | シガチョコ                                        |
| 2023年4月7日   | 放課後のメロディ                                  |
| 2023年5月25日  | 起死廻生                                          |
| 2023年6月8日   | Autumn Howl                                       |
| 2023年7月6日   | Heartbreak Syndrome                               |
| 2023年8月6日   | さよならの速度                                    |
| 2023年9月8日   | Popcorn N' Roses                                  |
| 2023年10月6日  | Thank you for playing～あなたに出会えてよかった～ |

### その他参加作品
| 発売日         | 楽曲                           | 規格品番         | 備考 |
| -------------- | ------------------------------ | ---------------- | --- |
| 2020年12月02日 | iDoM trailer version(ft. XAI)  | HRLP219          | am8によるアナログレコード。8曲目（B面4曲目）に収録。                                                                |
| 2021年11月24日 | yoake                          | SRCL-11975/76/77 | MAN WITH A MISSIONによるアルバムCD第6弾Break and Cross the Walls Iの1曲目 (初回盤及び通常盤共通)に 収録。           |
| 2022年11月2日  | すべてがそこにありますように。 | GNCA-0676/77     | THE SPELLBOUNDによる表題シングルに収録。バックコーラスで参加。TVアニメ「ゴールデンカムイ」第四期EDテーマ。          |
| 2023年01月18日 | LEMONADE                       | VVCL-2166/67/68  | SawanoHiroyuki[nZk] による5thアルバム「V」の3曲目に収録。映画「七つの大罪 怨嗟のエジンバラ 前編」主題歌。           |
| 2024年1月24日  | DARK ARIA <LV2>                | VVCL-2409/10/11  | SawanoHiroyuki[nZk] による曲。テレビアニメ「俺だけレベルアップな件」の劇中歌「DARK ARIA」をリアレンジした曲である。 |